# Ford Scorpio
De Ford Scorpio was een grote auto in het E-segment, bedoeld voor de Europese markt, geproduceerd door de Ford Motor Company tussen 1985 en 1998. De auto was de opvolger van de Ford Granada en werd gebouwd in het Duitse Keulen. In 1986 werd de Scorpio uitgeroepen tot Europese Auto van het jaar. De Scorpio werd tot 1994 in het Verenigd Koninkrijk en Ierland verkocht onder de naam Granada. Eind jaren tachtig was de auto als Merkur Scorpio korte tijd leverbaar in de Verenigde Staten.
De auto werd in Nederland veel door hoge ambtenaren, bestuurders en politici gebruikt. Minister-president Wim Kok liet zich in een Scorpio rondrijden.
De bekendste gebruikster was de voormalige koningin Beatrix, die alle modellen heeft gebruikt: verlengd, verhoogd en als landaulet en allemaal in Nassaublauw.

## Ford Scorpio, eerste generatie
Algemeen
Bij zijn introductie op de Europese markt in 1985 was de Ford Scorpio de eerste in serie geproduceerde auto die standaard met antiblokkeersysteem (ABS) voor de remmen aangeboden werd. Tot dat moment was ABS bij diverse autofabrikanten uitsluitend tegen een aanzienlijke meerprijs verkrijgbaar. Vanaf modeljaar 1994 waren airbags voor bestuurder en passagier standaard aanwezig. Vanaf 1998 gold dat voor zij-airbags. De interieurruimte was riant. In het bijzonder de passagiers op de achterbank zaten vorstelijk. 
Er was een breed gamma benzinemotoren beschikbaar variërend van 1,8 liter viercilinder tot 2,9 liter zescilinder. Dieselmotoren waren ook verkrijgbaar: deze waren 2,5 liter groot en werden aanvankelijk betrokken van PSA (later VM Motori). Populaire varianten waren bijvoorbeeld de in 1989 geïntroduceerde DOHC-injectiemotor met 88 kW en de 2.9 liter V6 met 107 kW. 
Ondanks dat de auto geprezen werd door de vakpers werd de Scorpio niet zo goed verkocht als zijn voorganger Granada. Dat sedan- en stationwagon-modellen veel later beschikbaar kwamen als de oorspronkelijke 5-deurs (hatchback) Scorpio is een deel van de verklaring. Er zijn in totaal 850.000 exemplaren gebouwd. Van de Granada zijn in dezelfde tijdsspanne ('72-'85) bij benadering 1,6 miljoen exemplaren gebouwd. 
In het Verenigd Koninkrijk werd ervoor gekozen om voor de eerste generatie Scorpio de Granada merknaam aan te houden, omdat de Granada's van de eerste twee generaties daar goed verkocht werden en het publiek dientengevolge vertrouwd was met deze naam. Een duidelijke breuk met de Granada was de vloeiende aerodynamisch gelijnde koets met grote achterklep, hoewel het koperspubliek daar enigszins aan had kunnen wennen sinds de introductie van de Ford Taunus opvolger een paar jaar eerder: de Ford Sierra. De raampartij liep vanaf de A-stijl naar achteren visueel ononderbroken door wat stilistisch de illusie van een zwevend dak creëerde. De vooruitstrevende carrosserievorm van de Scorpio was in het segment waarin de Scorpio zich bevond vrij ongebruikelijk en werd matig ontvangen door een deel van het relatief conservatieve Britse koperspubliek.   
Concurrenten van de Scorpio waren onder andere de Audi 100 C3, Opel Omega en Senator, Renault 25 en Volvo 700-serie.  
Scorpio '85
Maart 1985 werd de Scorpio, die aanvankelijk „Lugano“ zou gaan heten, als opvolger van de Ford Granada gepresenteerd. De Scorpio was in het begin uitsluitend als hatchback beschikbaar, terwijl de uitgaande Granada als sedan en stationwagon geleverd werd. Net als zijn voorganger Granada beschikte de Scorpio over achterwielaandrijving. De voorin liggende motor was in de lengterichting ingebouwd. In het voorjaar van 1986 werd de Scorpio 4x4 met vierwielaandrijving aan het publiek voorgesteld. Dat model beschikte over de destijds sterkste motorisering in het Scorpio-programma: de 2,8 liter V6.       
In december 1989 werd een meer klassiek gelijnd sedan-model aan het programma toegevoegd. Tegelijkertijd werden er enkele detailaanpassingen doorgevoerd.
Vanaf herfst kwam een krachtige 2,9 liter 24-kleppen motor van de uit de racerij bekende Engelse firma Cosworth beschikbaar. Deze 143 kW ('91-'94) respectievelijk 152 kW ('94-'98) sterke motor was altijd gekoppeld aan een automaatbak. De Scorpio 24V werd als comfortabele reisauto gepositioneerd. Terwijl bij de op topprestaties gerichte Ford Sierra Cosworth de naam Cosworth prominent gevoerd werd, was dit bij de Scorpio minder het geval.
Scorpio '92

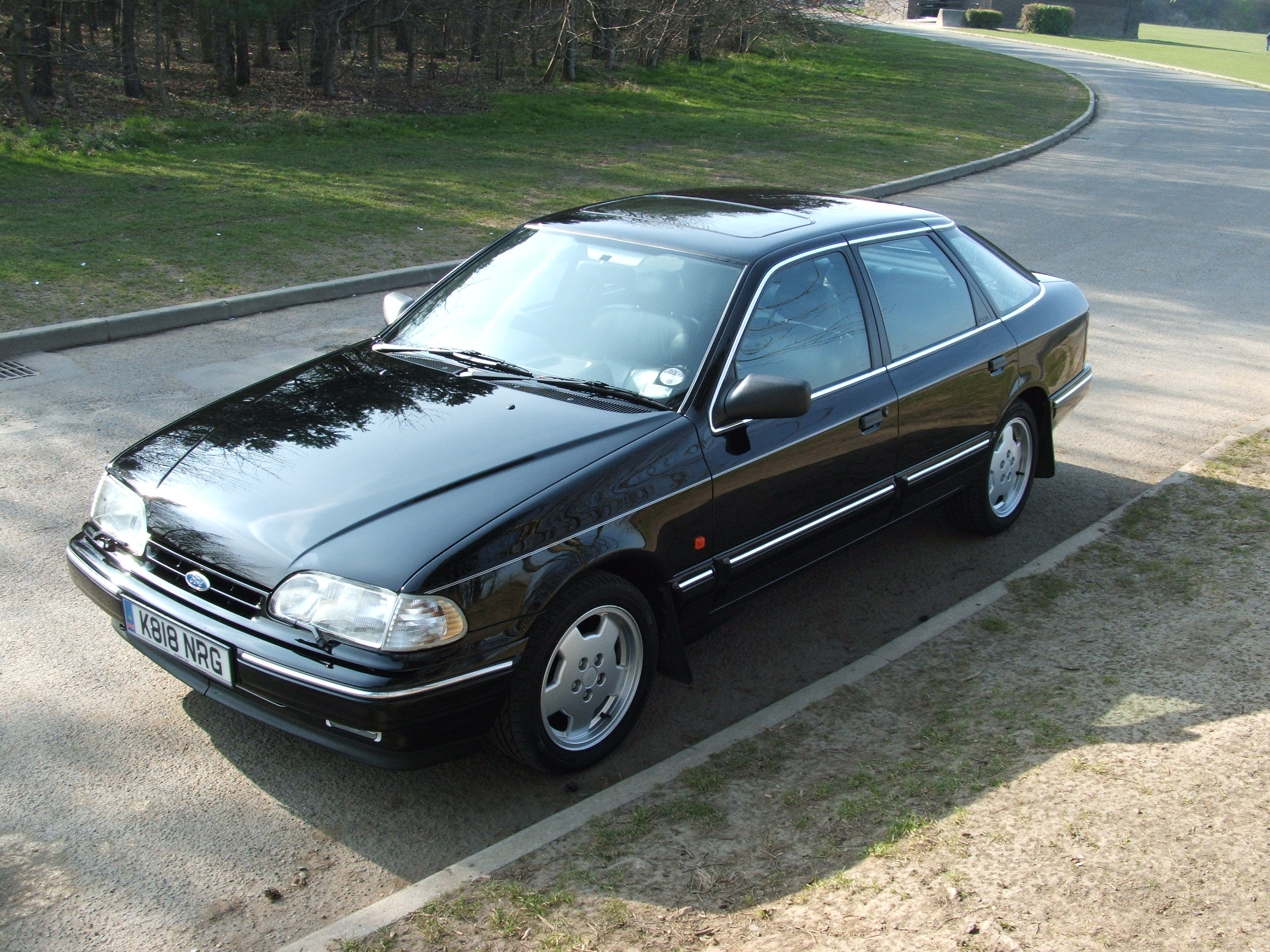
1992 Granada 24V (Verenigd Koninkrijk), post facelift

In maart 1992 onderging de Scorpio een facelift. De voorzijde werd licht gewijzigd en achterzijde kreeg rookglas achterlichten en rookglas middenpaneel. Het stilering van het dashboard werd meer in lijn gebracht met andere (recentere) modellen in het Ford programma. Rond dezelfde tijd kwam ook de stationwagon beschikbaar.  In het Verenigd Koninkrijk werd de Scorpio nog altijd als Granada aangeboden. De naam Scorpio werd slechts toegepast op het absolute topmodel binnen het Scorpio-gamma: de Granada Scorpio. 

Motoren
vanaf 1985: 

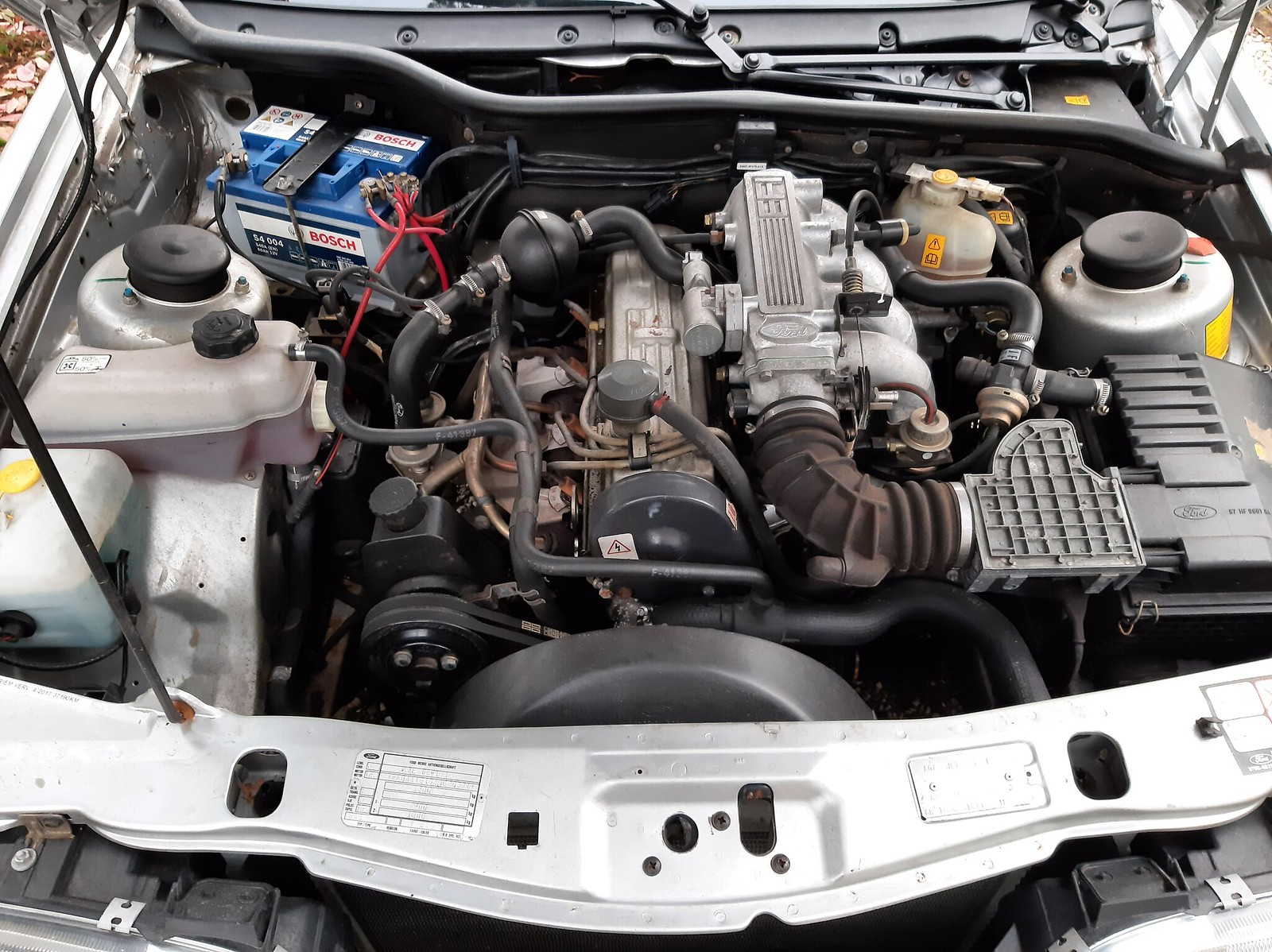
85 kW 2.0i OHC 'Pinto' motor in Scorpio

- 1,8-liter-OHC-carburatie zonder katalysator (66 kW/90 PK);
- 2,0-liter-OHC-carburatie zonder katalysator (77 kW/105 PK);
- 2,0-liter-OHC-injectie zonder katalysator (85 kW/115 PK);
- 2,0-liter-OHC-injectie met geregelde katalysator (74 kW/101 PK);
- 2,8-liter-V6-injectie zonder katalysator (110 kW/150 PK);

vanaf 1986:
- 2,5-liter-PSA-diesel (51 kW/69 PK)

vanaf 1987:
- 2,4-liter-V6-injectie zonder katalysator (96 kW/130 PK);
- 2,4-liter-V6-injectie met geregelde katalysator (92 kW/125 PK);
- 2,9-liter-V6-injectie met geregelde katalysator (107 kW/145 PK);
- 2,9-liter-V6-injectie zonder katalysator (110 kW/150 PK);
- 2,5-liter-PSA-turbo diesel (68 kW/92 PK)

vanaf 1989:
- 2,0-liter-DOHC-carburatie zonder katalysator (80 kW/109 PK);
- 2,0-liter-DOHC-carburatie met ongeregelde katalysator (77 kW/105 PK);
- 2,0-liter-DOHC-injectie zonder katalysator (92 kW/125 PK);
- 2,0-liter-DOHC-injectie met geregelde katalysator (88 kW/120 PK)

vanaf 1991:
- 2,9i-24V-Cosworth-injectie met geregelde katalysator (143 kW/195 PK)

vanaf 1992:
- 2,0-liter-DOHC-injectie met geregelde katalysator (85 kW/115 PK)

vanaf 1993:
- 2,5-liter-VM-turbo diesel (85 kW/115 PK)

Uitrustingsniveaus

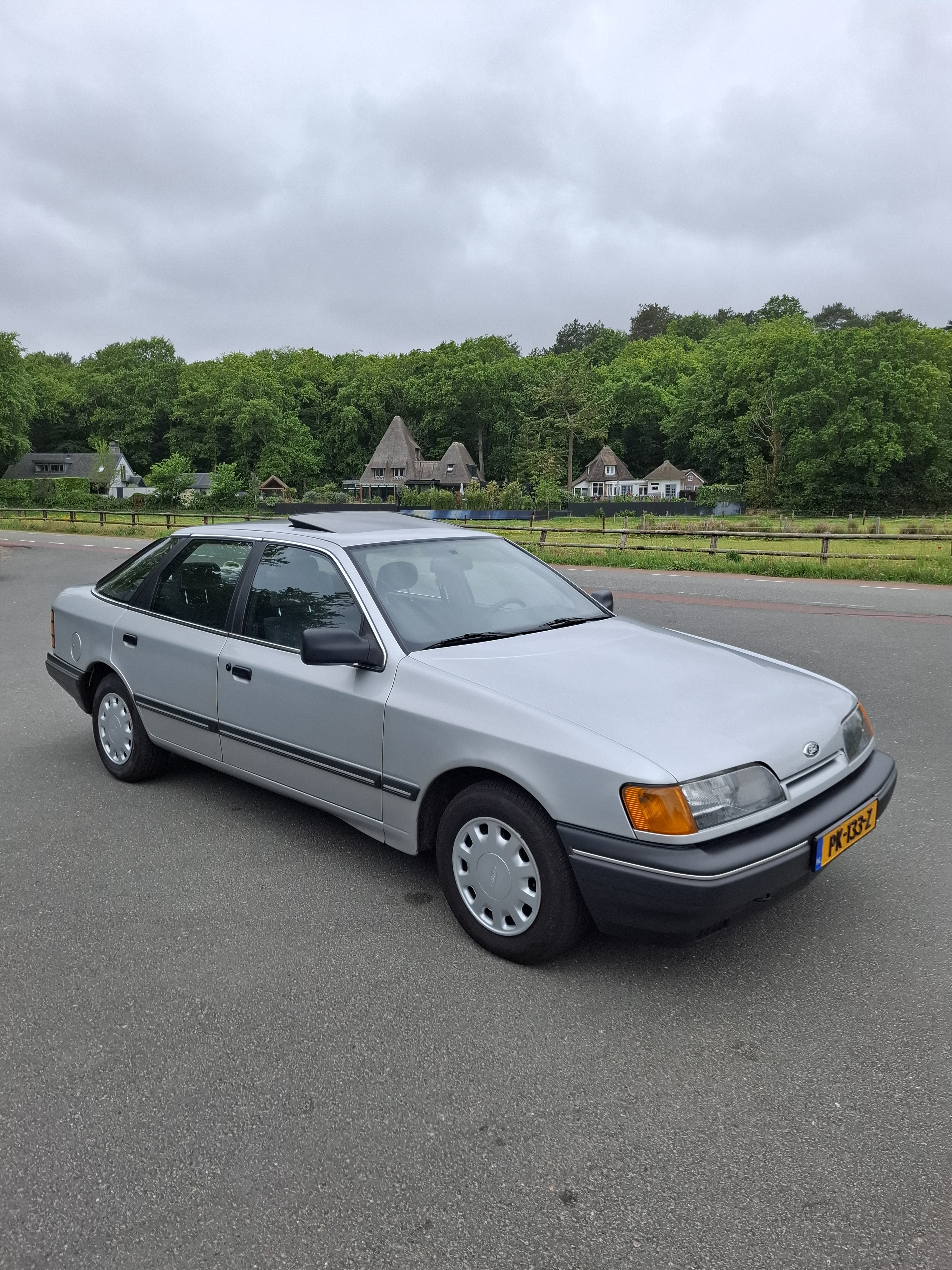
Scorpio GL

Bij de introductie in 1985 waren er drie uitrustingsniveaus:
- CL – verstelbaar stuurwiel, ABS, midden-armleuning achterbank, twee van binnenuit verstelbare buitenspiegels (Vanaf 1987 werd de standaarduitrusting uitgebreid met onder meer stuurbekrachtiging, centrale deurvergrendeling, hoogteverstelling bestuurdersstoel werden standaard. Deze zaken waren voor die tijd tegen meerprijs verkrijgbaar);
- GL – als CL plus: elektrische bedienbare ramen voor, toerenteller, luxe middenconsole met midden-armleuning, getint glas, twee elektrische verstelbare buitenspiegels, LCD dakconsole met aanduiding voor onder meer tijd en buitentemperatuur, checkpanel deuren/verlichting etc., pneumatisch verstelbare lendesteun bestuurdersstoel, luxere Savoy/Cashmere stoelbekleding, luxere deurbekleding, GL-specifieke wieldeksels;
- Ghia – als GL plus: elektrisch verstelbare achterbankleuning, Athos/Cashmere stoelbekleding, extra in- en uitstapverlichting, elektrisch bedienbare ramen achter, brede flankbescherming buitenzijde carrosserie, lichtmetalen velgen, mistlampen voor, boordcomputer.

Bij de facelift van 1992 werd de uitrustingsniveaus CL en GL hernoemd naar CLX en GLX. De Ghia-aanduiding bleef.

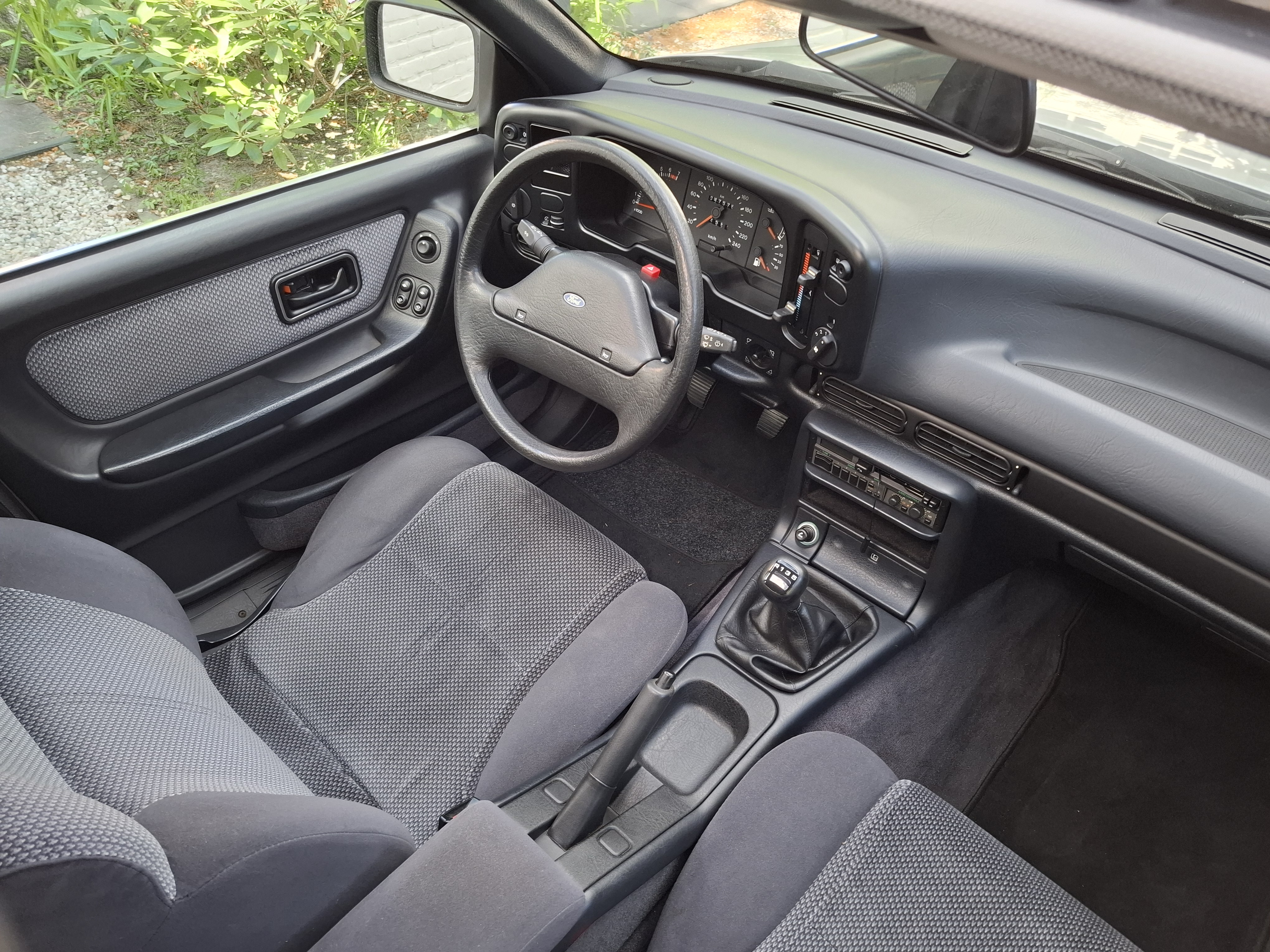
Interieur Scorpio GL
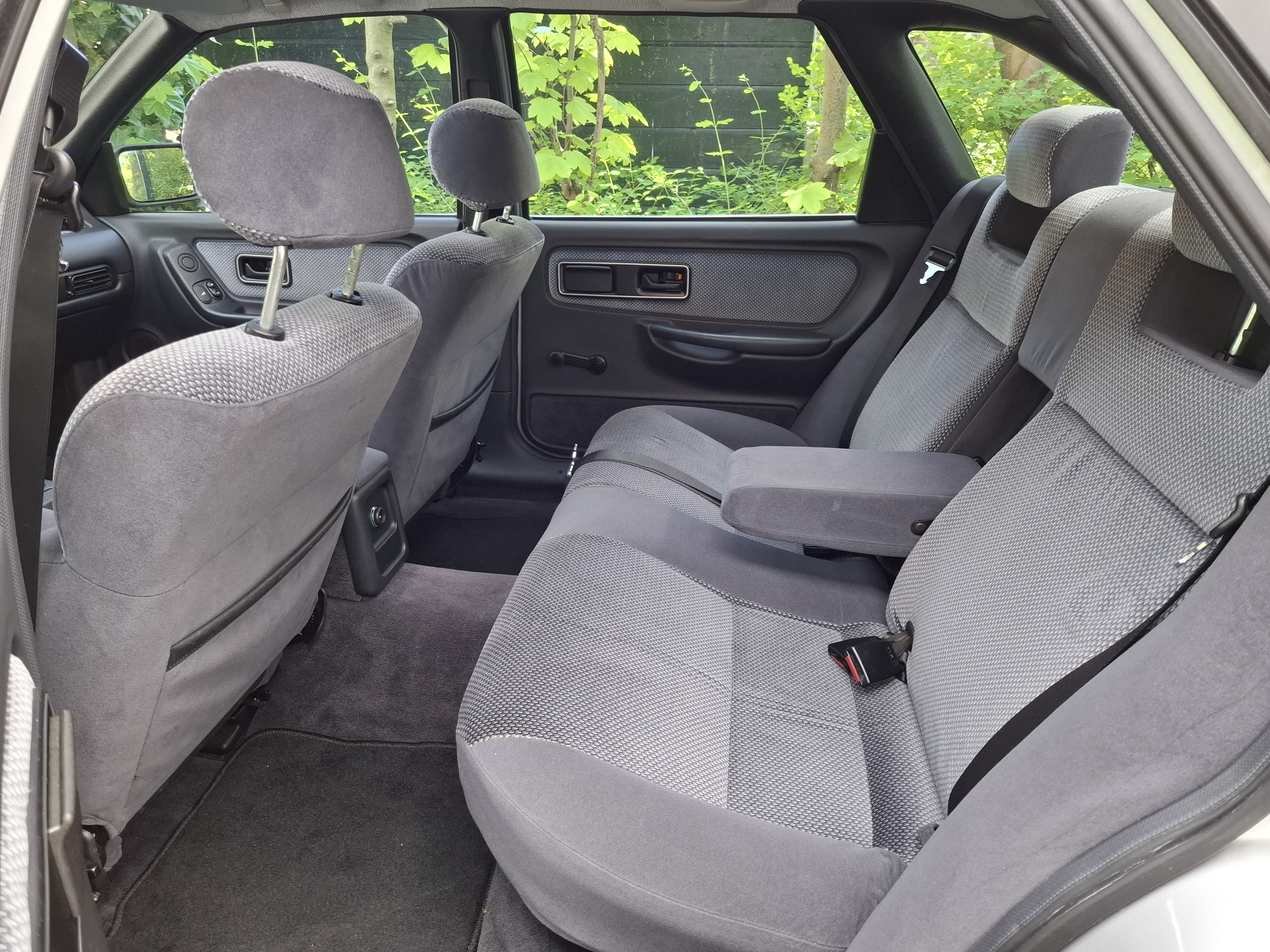
Veel ruimte voor de achterpassagiers in Scorpio GL

## Ford Scorpio, tweede generatie

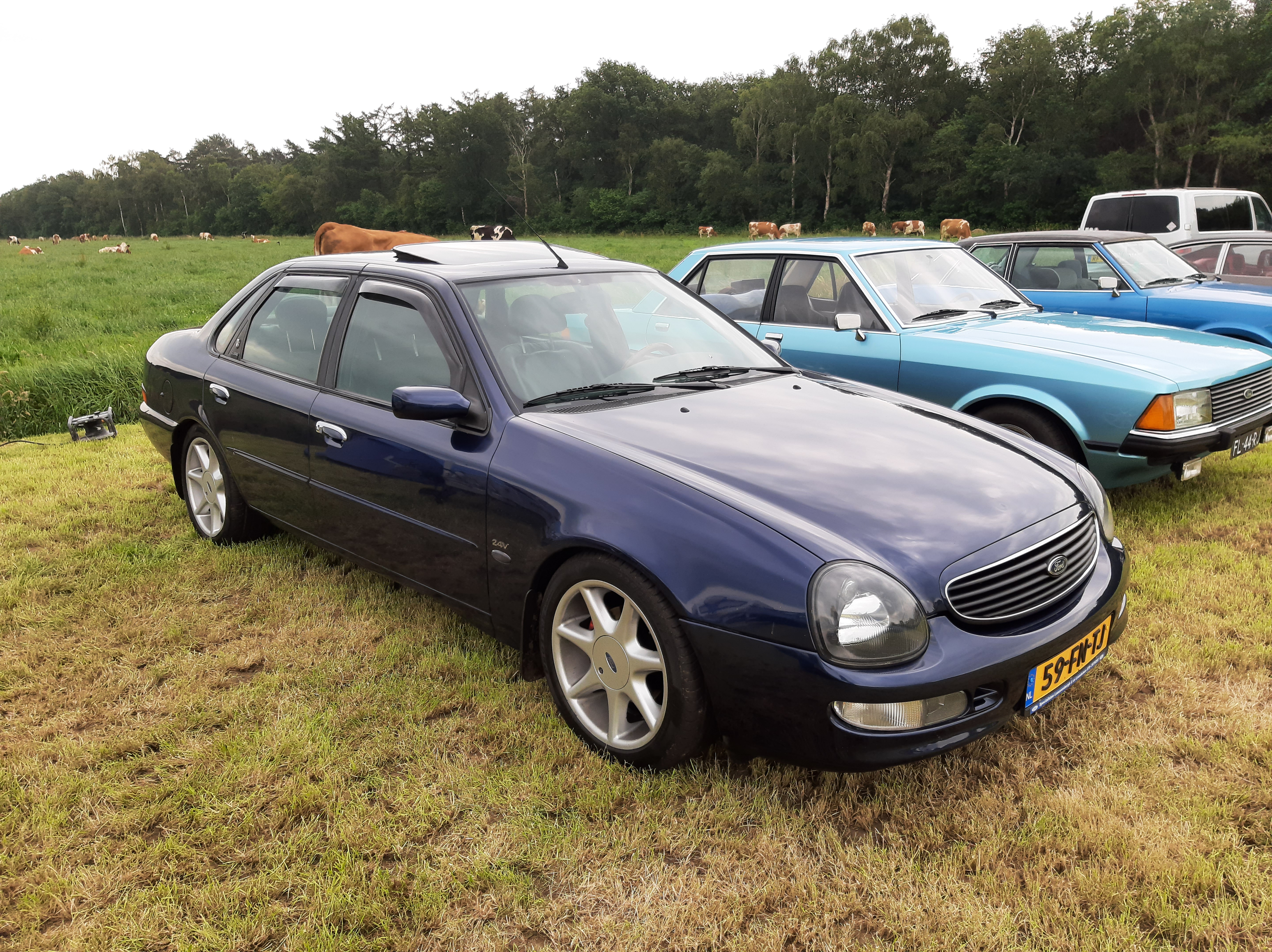
Scorpio G2, ex-koninklijk huis (met meer-uitrusting van recentere eigenaar)

In oktober 1994 werd een grondig herziene Ford Scorpio gepresenteerd. Hoewel de Scorpio uitsluitend in Europa verkocht werd, leek het ontwerp vanuit Europees perspectief meer toegesneden op de Amerikaanse smaak. Het design geldt als controversieel. 
De 5-deurs hatchback keerde niet meer terug. Ten opzichte van de nieuwere sedan en stationwagon liep het aandeel van de oorspronkelijke Scorpio-carrosserievorm in de verkopen steeds verder terug, ook omdat destijds een 5-deurs carrosserie geen gemeengoed was in de hoge middenklasse (E-segment). Hiermee werd het aanbod aan carrosserievarianten beperkt tot de sedan en de stationwagen.
Deze generatie Scorpio was voor Ford het eerste geheel met behulp van CAD/CAM-programmatuur ontwikkelde ontwerp. 
Aan de bekende motoren zoals de 2,0 liter en de 2,9 liter (een 60° cilinderbankhoek V6, een ontwerp in de basis reeds uit 1965 stammend), werden modernere 16-kleppen motoren toegevoegd, zoals een 2,0 liter 16-klepper. De 2,9 24V beschikte vanaf dat moment over 152 kW. Medio 1996 verscheen er een iets sterkere 2,5 liter turbodiesel die het vermogen van 85 naar 92 kW tilde.  
Ondanks diverse aanpassingen die Ford tijdens de modelcyclus van de tweede generatie Scorpio doorvoerde, bleef de verkoop achter bij de verwachtingen. Dit had niet in de laatste plaats te maken met het uiterlijk wat voor consumenten te veel gewenning vergde. Bovendien liep in Europa over de gehele linie de verkoop van van royale E-segmenters van volume-producenten zoals Citroën (XM), Opel (Omega) en Peugeot (605) terug. Er kwam geen opvolger voor de Scorpio. Ford was inmiddels eigenaar geworden van Jaguar Cars en Volvo Car Corporation. In het E-segment werden de S-type en S80 de nieuwe troeven van de Ford Motor Company.

## Merkur Scorpio

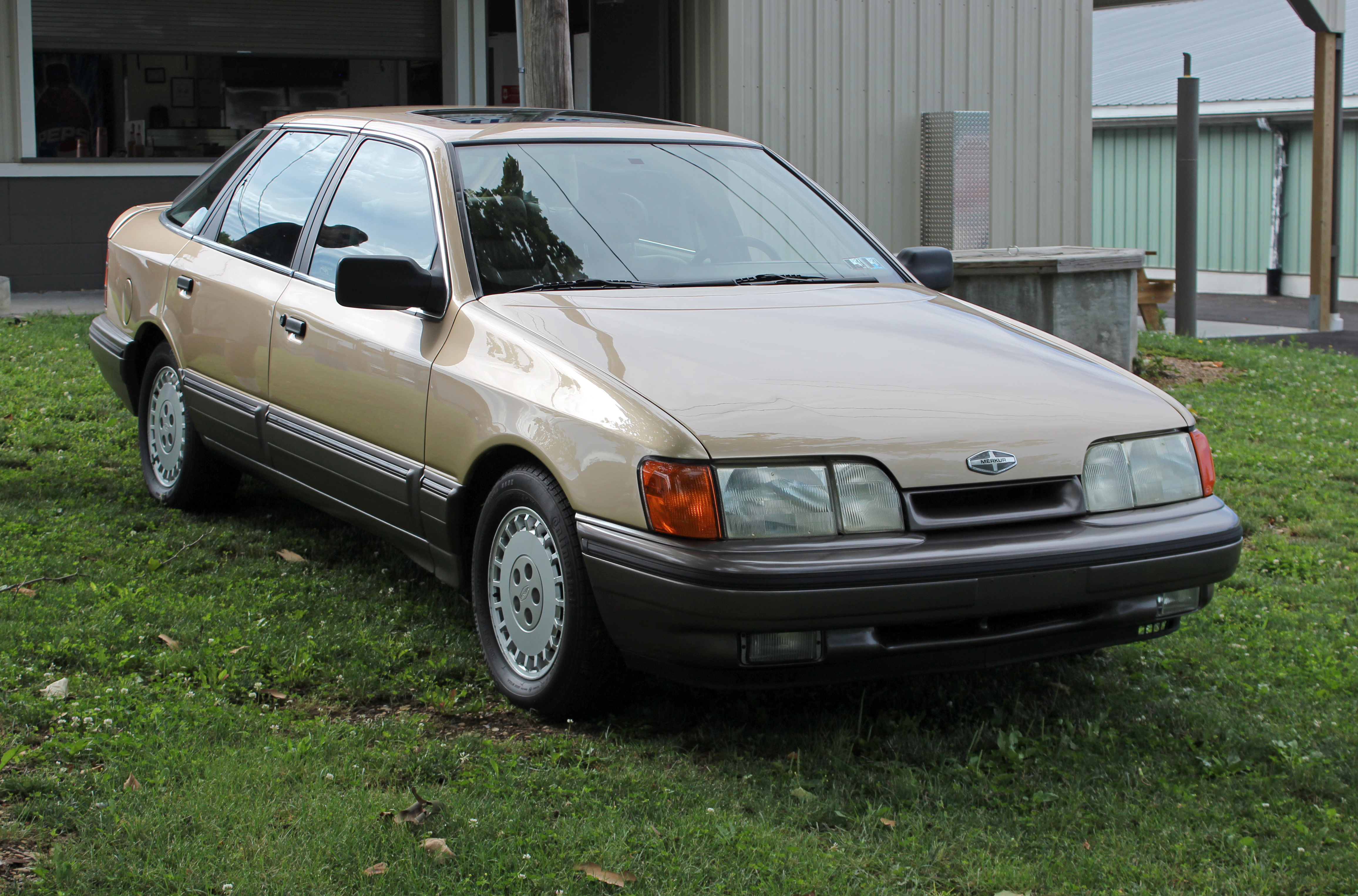
1989 Merkur Scorpio (US)

Medio jaren 80 schiep Ford voor de Amerikaanse markt een premium-merk dat in Europa geproduceerde Ford's aan de man bracht: Merkur. Daarvoor werden speciaal uitgeselecteerde dealers uit het bestaande Lincoln-Mercury dealernetwerk ingezet. De Scorpio werd met 2.9i V6 met geregelde katalysator aangeboden aan Amerikaanse consumenten. De Merkur Scorpio werd twee modeljaren gegund: 1988 en 1989. Daarna werd het merk Merkur gedicontinueerd. Dit had onder meer te maken met matige merk-acceptatie en overlapping met het Mercury-programma dat onder hetzelfde dak verkocht werd. Naast de Scorpio werd ook de op de Sierra-gebaseerde Merkur XR4TI met 2.3 liter viercilinder turbomotor aangeboden. Deze XR4TI werd geassembleerd door het Duitse Karmann.

## Trivia
- Net als zijn voorganger Granada zijn oude Scorpio's een populaire keuze voor Banger Racing, omdat het sterke auto's zijn die lang door blijven rijden.